# Herbie Hancock
Herbert Jeffrey Hancock, detto Herbie (Chicago, 12 aprile 1940), è un pianista, tastierista, compositore, bandleader e attore statunitense.
Considerato un'icona della musica moderna, si è distinto affrontando diversi generi musicali come  il jazz, la fusion e il funk.

## Biografia
Inizia a studiare pianoforte classico all'età di 7 anni, e subito si dimostra un bambino prodigio. Nel 1961 Donald Byrd lo invita ad unirsi al suo gruppo a New York, dopodiché l'etichetta Blue Note gli offre un contratto.
Il suo primo album è Takin' Off, del 1962, che diventa un successo commerciale grazie alla versione del percussionista Mongo Santamaría che esegue come cover il pezzo Watermelon Man. Nel maggio del 1963 Miles Davis lo chiama per il suo album Seven Steps to Heaven. Hancock entra così a far parte dello storico quintetto di Davis, dove incontra anche Wayne Shorter, Tony Williams e Ron Carter. Durante la permanenza nel quintetto, Hancock continua a lavorare per l'etichetta Blue Note, realizzando capolavori come Maiden Voyage, Cantaloupe Island, e Speak Like a Child. Nel frattempo realizza la musica per il film Blow-Up di Michelangelo Antonioni.

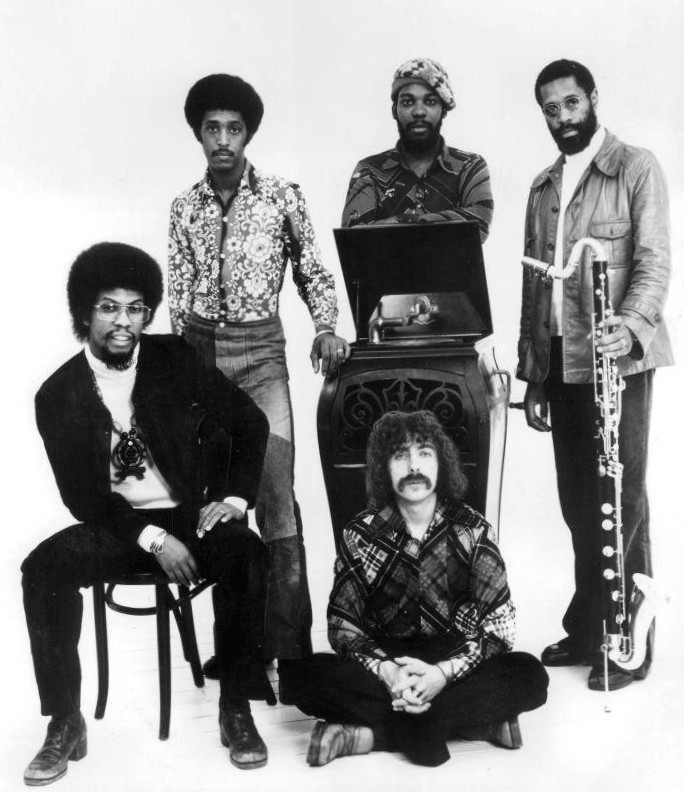
Hancock e gli Headhunters, 1975

Nel 1968 si ammala gravemente al suo ritorno dalla luna di miele in Brasile, e Miles Davis è costretto a sostituirlo permanentemente, con Chick Corea. Lasciato il gruppo di Davis, registra per la Warner l'album Fat Albert Rotunda, il suo primo disco squisitamente funky, anche colonna sonora dell'omonimo cartone animato. Nel 1969 forma un sestetto con cui realizza diversi dischi come The Prisoner. In questo periodo incomincia a interessarsi di strumenti elettronici. Gli album per la Warner Bros. segnano il definitivo passaggio nella sfera del funky. L'album di transizione è Fat Albert Rotunda al quale seguono Crossings e Sextant (il sound ricorda vagamente Bitches Brew di Miles Davis) per poi passare alla fase funk vera e propria. L'album più significativo è Head Hunters in cui è presente il famoso singolo Chameleon.
Questo periodo continua fino agli anni ottanta, quando il continuo zigzagare di Hancock da un genere all'altro lo porta a seguire due progetti contemporaneamente, uno vicino alla disco e alla musica elettronica, da cui escono album come Perfect Machine e Future Shock che contiene il celebre singolo da classifica Rockit, e uno hard-boppistico; la riunione venne formata con gli stessi membri dei primi dischi di Hancock: Tony Williams, Ron Carter e Freddie Hubbard. Sempre in questi anni si esibisce con numerosi concerti nel power-jazz trio Hurricane con Billy Cobham e con Ron Carter, riscuotendo un enorme successo. Durante il tour internazionale del 1984, assieme a lui suona Foday Musa Suso (griot del Gambia), e nel 1985 pubblicano assieme Village life, album in cui Hancock suona il sintetizzatore elettronico Yamaha DX-1 che consente di modificare l'intonazione delle singole note, permettendogli di usare la stessa accordatura non temperata della kora di Suso. Nel 1987 ottiene il Premio Oscar per la migliore colonna sonora del film Round Midnight - A mezzanotte circa.
Gli anni novanta segnarono un nuovo e fertile periodo: i progetti The New Standard (album di cover con riletture jazz di brani pop, rock e R&B), Gershwin World (omaggio ai classici di George e Ira Gershwin), Future 2 Future e Directions in Music sono gli album di riferimento delle nuove avventure di Hancock.
Nel 2005 pubblica l'album Possibilities, in cui compaiono le collaborazioni con artisti vari, tra i quali John Mayer e Christina Aguilera.
Nel 2007 esegue con Quincy Jones il brano The Good, The Bad and The Ugly contenuto nell'album We All Love Ennio Morricone.
Nel febbraio del 2008 il suo River: The Joni Letters, dedicato all'amica cantautrice Joni Mitchell, viene premiato con il Grammy Award come miglior album.

## Opere

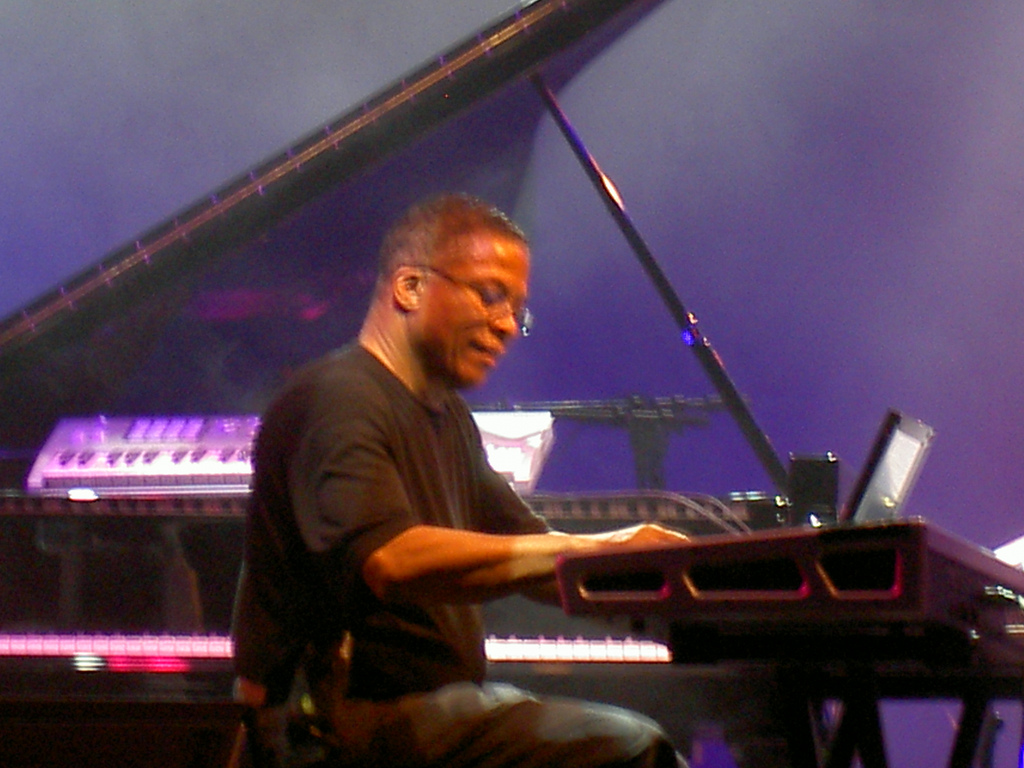
Herbie Hancock in concerto nel 2006

Cantaloupe Island è tra i brani di Hancock che hanno avuto maggior successo, al punto da essere considerato uno dei moderni standard. La composizione originale fa parte dell'album Empyrean Isles del 1964, ed è eseguita da Freddie Hubbard (tromba), lo stesso Hancock (pianoforte), Ron Carter (contrabbasso) e Tony Williams (batteria). Nel 1992 gli US3 hanno pubblicato un remix del brano, intitolandolo Cantaloop (Flip Fantasia). Il gruppo, realizzando una coraggiosa e ben riuscita contaminazione jazz-rap, ha inciso molto probabilmente la versione più conosciuta del brano, che nei soli States ha venduto più di un milione di copie.
Tra le molte composizioni di Hancock che hanno raggiunto lo stato di standard, si possono ancora citare la funky Watermelon Man , Maiden Voyage e Dolphin dance, classici del jazz modale.

## Discografia
- 1962 – Takin' Off
- 1963 – My Point of View
- 1964 – Inventions & Dimensions
- 1964 – Empyrean Isles
- 1966 – Maiden Voyage
- 1967 – Blow-Up (colonna sonora)
- 1968 – Speak Like a Child
- 1970 – The Prisoner
- 1970 – Fat Albert Rotunda
- 1971 – Mwandishi
- 1972 – Crossings
- 1973 – Sextant
- 1973 – Head Hunters

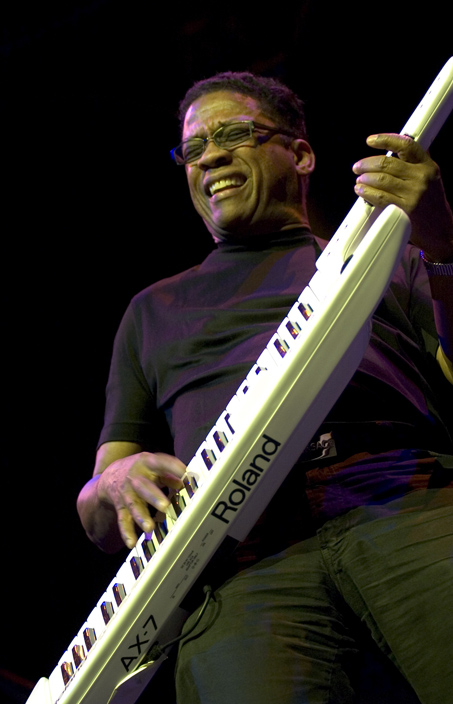
Herbie Hancock al Round House di Camden nel 2006

- 1973 – The Spook Who Sat By The Door (Soundtrack)
- 1974 – Thrust
- 1974 – Death Wish (colonna sonora)
- 1974 – Dedication
- 1975 – Man-Child
- 1975 – Flood (album live per il solo mercato giapponese)
- 1976 – Secrets
- 1976 – VSOP
- 1977 – VSOP: The Quintet
- 1977 – VSOP: Tempest at the Colosseum
- 1978 – Sunlight
- 1978 – Direct Step
- 1978 – An Evening With Herbie Hancock & Chick Corea: In Concert
- 1979 – The Piano
- 1979 – Feets, Don't Fail Me Now
- 1979 – Live Under the Sky
- 1979 – Monster
- 1980 – Mr. Hands
- 1981 – Herbie Hancock Trio
- 1981 – Magic Windows
- 1982 – Lite Me Up
- 1982 – Quartet
- 1983 – Future Shock
- 1984 – Sound-System
- 1986 – Round Midnight (Soundtrack)
- 1988 – Perfect Machine
- 1994 – A Tribute to Miles (con Wallace Roney, Wayne Shorter, Ron Carter e Tony Williams)
- 1994 – Dis Is Da Drum
- 1995 – The New Standard
- 1997 – 1+1 (con Wayne Shorter)
- 1998 – Gershwin's World
- 2001 – Future2Future
- 2002 – Directions in Music: Live at Massey Hall
- 2005 – Possibilities
- 2006 – The Essential Herbie Hancock
- 2007 – The Finest in Jazz
- 2007 – River: The Joni Letters
- 2010 – The Imagine Project

### Con Miles Davis
- 1963 – Seven Steps to Heaven
- 1965 – E.S.P.
- 1966 – Miles Smiles
- 1967 – Sorcerer
- 1967 – Nefertiti
- 1968 – Miles in the Sky
- 1968 – Filles de Kilimanjaro
- 1969 – In a Silent Way
- 1970 – A Tribute to Jack Johnson
- 1972 – On the Corner
- 1974 – Big Fun
- 1974 – Get Up with It
- 1976 – Water Babies (registrato nel 1968)

### Con Milt Jackson
- 1972 – Sunflower

### Con Wayne Shorter
- 1974 – Native Dancer
- 1997 – 1+1

### Con Tony Williams
- 1979 – The Joy of Flying

### Con Ron Carter
- 1996 – Third Plane

### Con Terry Plumeri
- 1971 – He Who Lives In Many Places

### Con Quincy Jones
- 1978 – Sounds...and Stuff Like That

### Con Stevie Wonder
- 1976 – Songs in the Key of Life

### Con Jaco Pastorius
- 1976 – Jaco Pastorius

### Con Foday Musa Suso
- 1985 – Village Life

### Con Paul Desmond
- 1968 - Summertime

Con Attila Zoller
• 1970 - Gypsy Cry

## Filmografia
- Round Midnight - A mezzanotte circa, regia di Bertrand Tavernier (1986)
- Valerian e la città dei mille pianeti (Valerian and the City of a Thousand Planets), regia di Luc Besson (2017)

## Premi e riconoscimenti

### Academy Awards
- 1987, Miglior colonna sonora, per Round Midnight

### Grammy Awards
1. 1983, Grammy Award per miglior performance R&B strumentale per Rockit
2. 1984, Grammy Award per miglior performance R&B strumentale per Sound System
3. 1987, Grammy Award per miglior composizione strumentale per Call Sheet Blues
4. 1994, Grammy Award per miglior album jazz contemporaneo, per A Tribute to Miles
5. 1996, Grammy Award per miglior composizione strumentale, per Manhattan (Island Of Lights And Love)
6. 1998, Grammy Award per miglior arrangiamento strumentale per St. Louis Blues
7. 1998, Grammy Award per miglior performance jazz strumentale per Gershwin's World
8. 2002, Grammy Award per miglior album jazz strumentale per Directions in Music: Live at Massey Hall
9. 2002, Grammy Award per miglior assolo strumentale jazz per My Ship
10. 2004, Grammy Award per miglior assolo strumentale jazz per Speak Like a Child
11. 2008, Grammy Award per miglior album jazz contemporaneo per River: The Joni letters
12. 2008, Grammy Award per album dell'anno per River: The Joni letters

### Altri premi importanti
- MTV Awards (5 awards in total) - Best Concept Video - Rockit, 1983-84
- Gold Note Jazz Awards - NY Chapter of the National Black MBA Association, 1985
- French Award Officer of the Order of Arts & Letters-Paris, 1985
- BMI Film Music Award "Round Midnight", 1986
- U.S. Radio Award "Best Original Music Scoring - Thom McAnn Shoes", 1986
- Los Angeles Film Critics Association "Best Score - Round Midnight", 1986
- BMI Film Music Award "Colors", 1989
- Soul Train Music Award "Best Jazz Album - The New Standard", 1997
- Festival International Jazz de Montréal Prix Miles Davis, 1997
- VH1's 100 Greatest Videos - "Rockit" is "10th Greatest Video", 2001
- NEA Jazz Masters Award, 2004
- Downbeat Magazine Readers Poll Hall of Fame, 2005
- Album of the Year, 2007
- Harvard Foundation Artist of the Year, 2008[3]